# Antonio Malet
Antonio Malet, Marqués de Coupigny (Arrás, Artois, ? - Madrid, 12 de junio de 1825) fue un general español de origen francés.

## Biografía
Natural de Arrás, en la región de Artois, Flandes, en 1776 ingresó en el ejército español en calidad de noble, en el regimiento de Reales Guardias Walonas, donde llegó en 1795 a Capitán Provisional. 
Continuó ascendiendo rápidamente: en 1795 fue Brigadier, en 1797 Capitán efectivo, en 1808 Mariscal de Campo y Teniente general ese mismo año, y fue nombrado Capitán General de las Islas Baleares desde el 26 de enero de 1812.

### Actuaciones militares
Sus acciones militares inician ya en el siglo XVIII, pues participó en el sitio de Gibraltar en los años 1781-1782.
En la Guerra de la Convención contra Francia se distinguió en los tres años de campañas: en 1793 en Conflent, en la retirada de Pedres Tortes, en el puente de Sant Feliu y en la batalla de Truillás. Actuó a las órdenes del general Antonio Ricardos, como consejero en la construcción de fortificaciones en el Rosellón. 
En los difíciles tiempos anteriores a la guerra de la Independencia desempeñó misiones delicadas y, tras una estancia en el Algarve portugués, eludió a los franceses, alcanzando Ayamonte. De allí se desplazó a Sevilla, para volver a Ayamonte y llegar a Badajoz al frente de su división. Luego recibe la orden de dirigirse al Campo de Roque para defenderlo, y en plena guerra con Francia pasa a Sevilla y se hace cargo en Carmona de las tropas que habían huido después de la batalla de este nombre.
Desde Utrera, efectúa varias marchas y contramarchas para distraer al general Dupont, que había ocupado Córdoba. Le ataca, destruyendo sus líneas de comunicación y su retaguardia, y particularmente va a Andújar, donde se habían instalado dos hospitales. Persiguió a Dupont a marchas forzadas, 45 leguas en menos de 48 horas, y éste tuvo que abandonar Córdoba. En la batalla de Bailén la actuación de Coupigny fue decisiva.
Todavía tuvo actuaciones importantes en la guerra. En 1809, después de la batalla de Tudela, se le encargó el mando del ejército de Cataluña que se hallaba maltrecho, y allí permaneció, organizando las fuerzas hasta 1811, cuando le trasladan a la Isla de León. Junto con las fuerzas del general Joaquín Blake, las del general Francisco Ballesteros y las del general Francisco Javier Castaños, participó en la Batalla de La Albuera, una casi victoria de las fuerzas aliadas (inglesas, españolas y portuguesas). 
En el año 1812 fue nombrado Capitán General de las Islas Baleares, desde febrero hasta noviembre, cuando fue destituido.

### Tras la guerra
En 1814, y debido a su ideario absolutista, fue repuesto en la Capitanía General de Baleares, ejerciendo un poder absoluto durante los seis primeros años de gobierno de Fernando VII.
Murió en Madrid el 12 de junio de 1825.